# Afrofittonia
Genre
Afrofittonia est un genre de plantes à fleurs de la famille des Acanthaceae.

## Liste d'espèces
Selon BioLib (12 août 2017) :
- Afrofittonia silvestris Lindau

Selon Catalogue of Life (12 août 2017) :
- Afrofittonia silvestris Lindau

Selon The Plant List (12 août 2017) :
- Afrofittonia silvestris Lindau

Selon Tropicos (12 août 2017) :
- Afrofittonia silvestris Lindau